# Alois Konstantin Schneeweiss
Alois Konstantin Schneeweiss (7. července 1916 Prostějov – ?) vystupující pod pseudonymem Alkonsch (též Alkons), byl český malíř, ilustrátor, grafik a sochař.

## Život
Narodil se v rodině Marcelina Schneeweisse, pomocníka na dráze, a jeho manželky Anastazie, rozené Dočkalové. Navštěvoval soukromou školu sochařství v Hodoníně u sochaře a malíře prof. Martina Poláka. Jeho první veřejné prezentace se udály v rodném Prostějově. V roce 1940 z nedostatku vhodnějších výstavních prostor představil svá díla ve výkladu prostějovského obchodu pana Horáka. Kritika tehdy ocenila barvitost a oduševnělost jeho smavého portrétu slečny M.M., „který podává důkaz, že [malíř] bere své poslání vážně.“ V roce 1942 vystavoval na kolonádě v Luhačovicích 62 olejů, pastelů a akvarelů z Hané, Drahanska, Českomoravské vysočiny a jižních Čech. Tentýž cyklus pod názvem „Vlast má nejkrásnější“ později toho roku představil v přednáškovém sále Městského spolkového domu v rodném Prostějově.
Kritika z té doby kladně hodnotila zejména jeho práci s barvami a očekávala rozvinutí slibné kariéry umělcovy, jenž na sebe dokázal upozornit již v mladém věku.
V roce 1943 se v brněnské katedrále svatého Petra a Pavla oženil s Jarmilou Součkovou.